# Leonhard Steinwender
Leonhard Steinwender (* 19. September 1889 in Tamsweg; † 22. August 1961 in Mattsee) war ein österreichischer Geistlicher, Widerstandskämpfer gegen den Nationalsozialismus, Häftling im KZ Buchenwald und Kanonikus in Salzburg.

## Leben
Leonhard Steinwender besuchte das Gymnasium und studierte anschließend römisch-katholische Theologie in Salzburg. Im Jahre 1912 empfing er durch Johannes Baptist Kardinal Katschthaler die Priesterweihe. Danach war er als Kooperator in Brixlegg und als Pfarrer in Nonntal tätig. Von 1915 bis 1917 redigierte er ein Kirchenblatt, und von 1917 bis 1938 war er der Redakteur der Salzburger Chronik. Politisch war er in der Christlich-Sozialen Partei aktiv. Ab 1927 war er Kanoniker im Kollegiatstift Mattsee. 

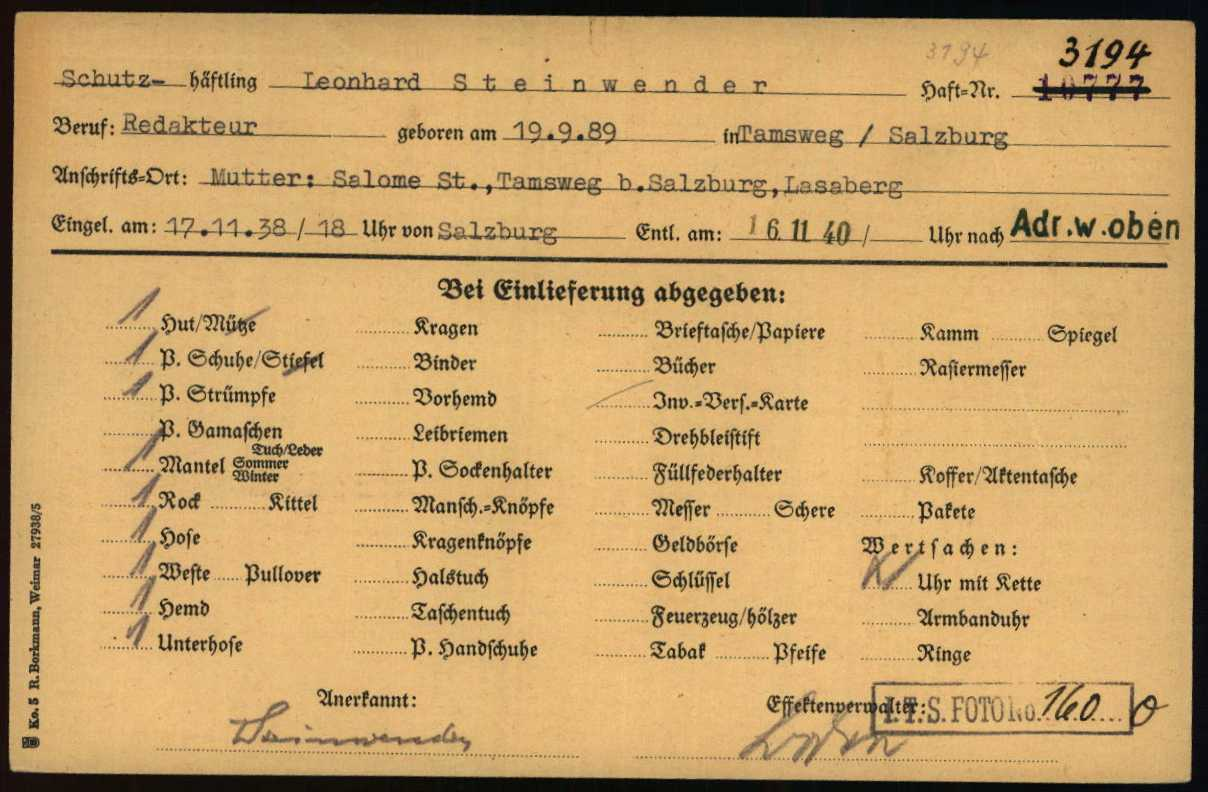
Effektenkarte von Leonhard Steinwender als Gefangener im nationalsozialistischen Konzentrationslager Buchenwald

Wegen seiner widerständigen Artikel, die gegen den „Anschluss“ Österreichs gerichtet waren, kam er am 12. März 1938 zur „Schutzhaft“ in ein Gestapo-Gefängnis. Im November 1938 wurde er in das KZ Buchenwald eingeliefert und dem Malerkommando zugeteilt. In dieser Zeit, in der er auch vom Leiden anderer christlicher Mithäftlinge erfuhr, schrieb er sein Gedicht vom „Kreuz“: Dieses beginnt mit der Zeile „Das Kreuz wollt ihr uns rauben?“
und schließt mit „Das Kreuz bekommt ihr nie!“
Im November 1940 wurde er aus dem KZ entlassen und bekam „Gauverbot“. Von 1940 bis 1945 arbeitete er als Vikar in Petting (Oberbayern). Als die NS-Herrschaft beseitigt war, nahm er ab 1945 seinen Wohnsitz im Stift Mattsee. Hier wurde er 1946 Mitbegründer des Rupertiboten. Er war Mitglied der katholischen Studentenverbindungen KÖStV Austria Wien und KÖHV Rheno-Juvavia Salzburg sowie des Bundesverbandes Österreichischer Widerstandskämpfer und Opfer des Faschismus (KZ-Verband). Im Prozess gegen Ilse Koch, die Ehefrau des Lagerkommandanten des KZ Buchenwald, trat Steinwender 1950 vor dem Landgericht Augsburg als Zeuge auf.
Nach seinem Tod bekam er seine Ruhestätte in der Kanonikergruft des Stiftes Mattsee. Eine Gedenktafel in der Kapitelgruft hält das Zeugnis von Kanonikus Steinwender für seinen Glauben und seine Kirche wach.

## Veröffentlichungen
- Cristo in campo di concentramento. Borla, Turin 1953.
- Christus im Konzentrationslager. O. Müller, Salzburg 1946 (1. und 2. Aufl.)